# Officine Realizzazioni Sarde Automobili
Officine Realizzazioni Sarde Automobili SpA (kurz: Orsa) war ein in Cagliari ansässiger Automobilhersteller, der in den frühen 1970er-Jahren kurzzeitig einen Nachbau des Siata Spring produzierte. Orsa war der erste und bislang einzige Automobilhersteller Sardiniens.

## Unternehmensgeschichte

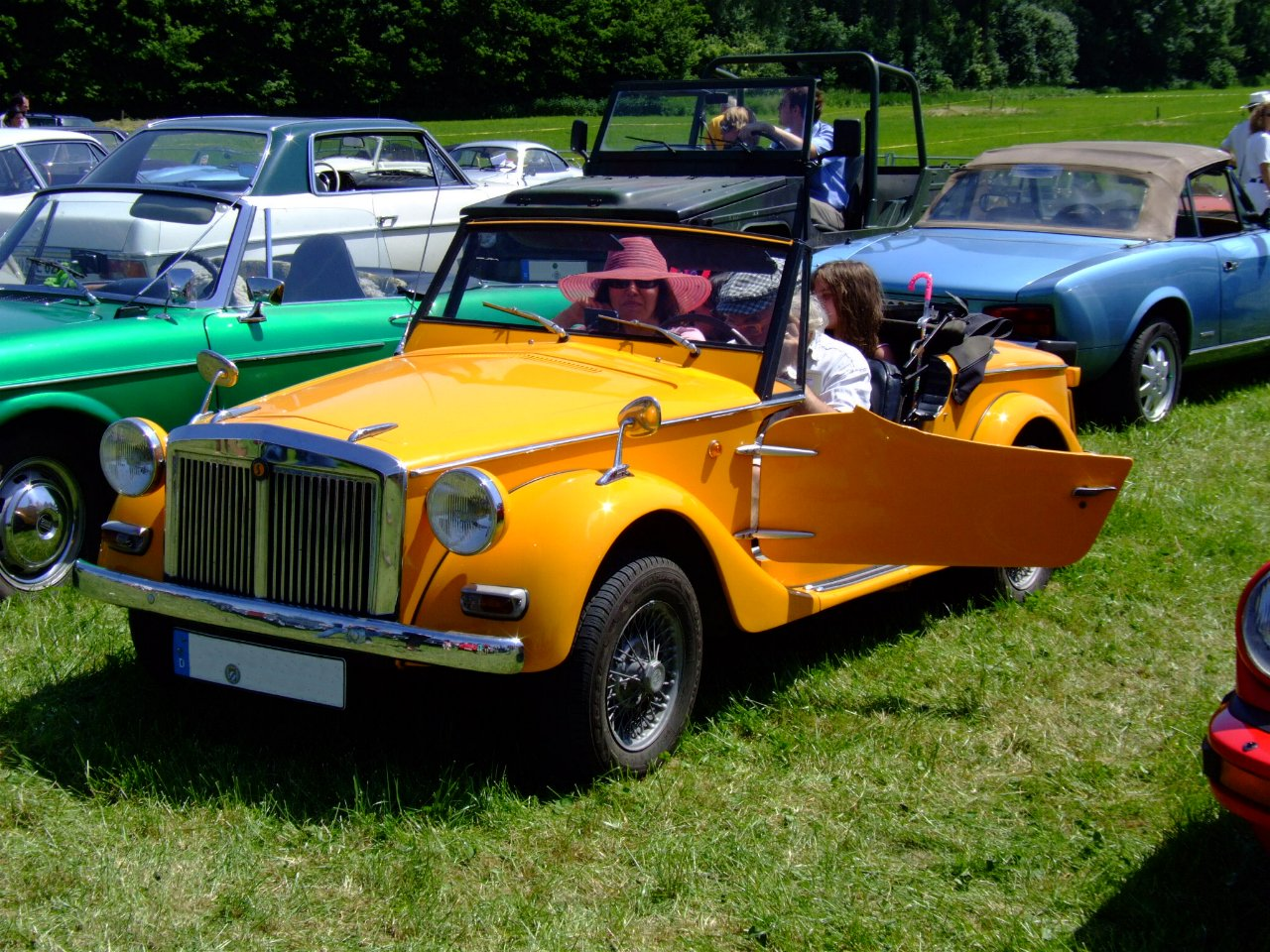
Vorlage für den Orsa Spring Speciale: Der Siata Spring von 1967

Orsa wurde 1971 von Massimo Focanti und zwei Geschäftspartnern in Cagliari gegründet; später war auch Piero Rivolta Barberi an dem Unternehmen beteiligt, der Sohn Renzo Rivoltas und Inhaber des Sportwagenherstellers Iso Rivolta. Die Entscheidung, eine Automobilproduktion auf Sardinien zu beginnen, hatte ihren Grund in den italienischen Wirtschaftsförderungsprogrammen, die in den 1970er-Jahren für die strukturschwachen Regionen Mezzogiorno und Sardinien bestanden. Die staatliche Cassa Mezzogiorno e Regione Sardegna übernahm 70 Prozent der Investitionen, die mit dem Aufbau des Unternehmens verbunden waren.
1973 nahm Orsa die Produktion auf. Einziges Modell war der Orsa Spring Speciale. Hierbei handelte es sich um eine nahezu unveränderte Neuauflage des von 1967 bis 1970 hergestellten Retro-Roadsters Siata Spring. Die Mechanik wurde vom spanischen Seat 850 Especial übernommen, der baugleich mit dem in Italien inzwischen eingestellten Fiat 850 war.
Bis 1974 entstanden „einige hundert Fahrzeuge“, die vor allem ins Ausland verkauft wurden. 1975 und 1976 wurden noch einzelne Autos abgesetzt; ob zu dieser Zeit noch eine reguläre Produktion stattfand oder lediglich Lagerfahrzeuge abverkauft wurden, ist allerdings unklar. Das Ende der Produktion bei Orsa wird teilweise auf die Auswirkungen der Ölkrise zurückgeführt. Andererseits stellte Seat 1974 die Produktion des Seat 850 ein, sodass Orsa künftig nicht mehr über ausreichende Basisfahrzeuge verfügen konnte.
Orsa kündigte 1975 ein neu entwickeltes, 2+2-sitziges Coupé an; das Projekt wurde jedoch nicht mehr realisiert.